# Mathilde Rasmussen
Mathilde Rasmussen (født 22. september 2002) er en dansk fodboldspiller, der spiller på midtbanen for AGF i Gjensidige Kvindeligaen. Hun har tidligere spillet i Team Viborg, AaB samt for det amerikanske hold Xavier University College.

## Karriere

### Team Viborg
Rasmussen er født og opvokset i Højslev, 10 kilometer øst for Skive, og hun spillede på Team Viborgs U/17-hold. Efter to år i Viborg skiftede hun i sommeren 2019 til AaB.

### AaB
Med skiftet til AaBs kvindehold i 1. division fik hun hurtigt stor succes, hvor hun i alt scorede 8 mål i 14 kampe i rækkens grundspil. I sommeren 2020 sikrede hun også oprykning til landets bedste kvindelige række Gjensidige Kvindeligaen, da holdet blev nummer to i kvalifikationsrunden, hvor holdet kun blev besejret af HB Køge.

### Xavier
I efteråret 2021 fik hun et sportsstipendium til at læse på Xavier University College i Cincinatti i USA, hvor hun desuden spillede på universitets fodboldhold. Her spillede hun 19 og scorede tre mål.

### AGF
I sensommeren 2022 vendte Mathilde Rasmussen hjem til Danmark og fik en toårig kontrakt med AGF.

### Landshold
Rasmussen har optrådt for både Danmarks U/16- og U/17-landsholdet. Hun debuterede 28. august 2019, for U/19-landsholdet mod England U/19. På U/19-landsholdet, har hun pr. juli 2020, spillet seks officielle landskampe og scoret to landsholdsmål. Hun deltog desuden ved U/17-EM i fodbold for kvinder 2019 i Bulgarien, hvor holdet dog ikke nåede videre fra gruppespillet.